# Liste der Monuments historiques in Coësmes
Die Liste der Monuments historiques in Coësmes führt die Monuments historiques in der französischen Gemeinde Coësmes auf.

## Liste der Objekte
| Bezeichnung        | Beschreibung                                                                                | Standort                        | Kennzeichnung | Schutzstatus | Datum | Bild           |
| ------------------ | ------------------------------------------------------------------------------------------- | ------------------------------- | ------------- | ------------ | ----- | -------------- |
| 17 Bleiglasfenster | 1902, aus der Werkstatt von Charles Lorin Siehe auch: Schlüsselübergabe an Petrus (Coësmes) | in der Kirche Notre-Dame (Lage) | PM35002631    | Inscrit      | 1991  | weitere Bilder |